# Leichtathletik-Länderkämpfe mit deutscher Beteiligung 1921
| Einziger Leichtathletik-Länderkampf mit deutscher Beteiligung 1921 | Einziger Leichtathletik-Länderkampf mit deutscher Beteiligung 1921 | Einziger Leichtathletik-Länderkampf mit deutscher Beteiligung 1921 | Einziger Leichtathletik-Länderkampf mit deutscher Beteiligung 1921 |
| ------------------------------------------------------------------ | ------------------------------------------------------------------ | ------------------------------------------------------------------ | ------------------------------------------------------------------ |
|                                                                    |                                                                    |                                                                    |                                                                    |
| 1. Länderkampf mit deutscher Beteiligung: SUI – GER                |                                                                    |                                                                    |                                                                    |
| Basel 4. September 1921                                            | Basel 4. September 1921                                            | 1. GER 2. SUI                                                      | 51 P 77 P                                                          |
| Chronik                                                            |                                                                    |                                                                    |                                                                    |
|                                                                    |                                                                    | Länderkämpfe 1922 →                                                |                                                                    |

Seinen ersten Leichtathletikländerkampf bestritt Deutschland im Jahr 1921. Am 4. September war die Schweiz in der Schweizer Stadt Basel der erste Gegner. Beteiligt waren in diesen Anfangsjahren nur Männer, die Frauen kamen 1928 zu ihrem ersten Länderkampf, dem Jahr, in dem Frauen in der Leichtathletik auch zum ersten Mal an Olympischen Spielen teilnehmen durften. Die beiden Länder trugen diesen Länderkampf bis einschließlich 1938 mit Ausnahme des Olympiajahres 1936 in jedem der folgenden Jahre aus.
Den Vergleich entschied Deutschland mit 51 (Straf-)Punkten gegenüber 77 (Straf-)Punkten der Schweizer Mannschaft für sich. 1921 blieb dies der einzige Länderkampf des deutschen Teams.

## Modus
Schon bei diesem ersten Länderkampf der deutschen Leichtathletikgeschichte traten zwei Athleten je Wettbewerb und Nation gegeneinander an – ein Modus, der sich bei Länderkämpfen in späteren Jahren fest etablierte. Gewertet wurde hier allerdings noch anders: In den Einzeldisziplinen war die Platzierung identisch mit den vergebenen Punkten. In den beiden Staffeln brachte Platz eins einen Punkt und das Team auf Rang zwei erhielt drei Punkte. Es handelte sich also um ein System von Strafpunkten, aus der die Mannschaft mit der niedrigeren Punktzahl als Sieger hervorging.